# 土庫曼野驢
土庫曼野驢（學名：Equus hemionus kulan），是亞洲野驢的一個亞種。 原産於土庫曼斯坦，是瀕危物種。